# 라마리부리고래
라마리부리고래(Mesoplodon eueu)는 [[이빨부리고래속]에 속하는 중간 크기의 고래이다. 남반구의 차가운 바다에서 발견된다. 이 고래의 종 이름인 eueu는 "큰 물고기"를 뜻하는 퀘이어에서 유래했는데, 이 고래의 좌초가 대부분 남아프리카 공화국의 코이산 지역에서 발생하기 때문이다. 이름은 마오리족의 고래 전문가인 라마리 스튜어트를 기려서 붙여졌다.
이전에는 트루부리고래(Mesoplodon mirus)의 인도양 개체군으로 여겨졌지만, 트루부리고래의 다른 아종일 수 있다는 추측도 있었다. 그러나 인도양 부리고래에 대한 연구 결과, 플라이스토세 초기에 갈라져 나온 트루부리고래와는 유전적으로 구별되며 남반구 전역에 걸쳐 훨씬 더 넓은 범위를 가지고 있는 것으로 밝혀졌다.
1. 1 2  Carroll, Emma L.; McGowen, Michael R.; McCarthy, Morgan L.; Marx, Felix G.; Aguilar, Natacha; Dalebout, Merel L.; Dreyer, Sascha; Gaggiotti, Oscar E.; Hansen, Sabine S.; van Helden, Anton; Onoufriou, Aubrie B.; Baird, Robin W.; Baker, C. Scott; Berrow, Simon; Cholewiak, Danielle; Claridge, Diane; Constantine, Rochelle; Davison, Nicholas J.; Eira, Catarina; Fordyce, R. Ewan; Gatesy, John; Hofmeyr, G. J. Greg; Martín, Vidal; Mead, James G.; Mignucci-Giannoni, Antonio A.; Morin, Phillip A.; Reyes, Cristel; Rogan, Emer; Rosso, Massimiliano; Silva, Mónica A.; Springer, Mark S.; Steel, Debbie; Olsen, Morten Tange (2021년 10월 27일). “Speciation in the deep: genomics and morphology reveal a new species of beaked whale Mesoplodon eueu”. 《Proceedings of the Royal Society B: Biological Sciences》 288 (1961): 20211213. doi:10.1098/rspb.2021.1213. PMC 8548795. PMID 34702078. S2CID 239890028.